# Landgericht Oberdorf
Das Landgericht Oberdorf war ein von 1804 bis 1879 bestehendes bayerisches Landgericht älterer Ordnung mit Sitz in Oberdorf im heutigen Landkreis Ostallgäu. Die Landgerichte waren im Königreich Bayern Gerichts- und Verwaltungsbehörden, die 1862 in administrativer Hinsicht von den Bezirksämtern und 1879 in juristischer Hinsicht von den Amtsgerichten abgelöst wurden.

## Geschichte
Im Jahr 1804 wurde im Verlauf der Verwaltungsneugliederung Bayerns das Landgericht Oberdorf errichtet. Dieses kam zum neu gegründeten Illerkreis mit der Hauptstadt Kempten. Letzter Landrichter war ab der Trennung von Verwaltung und Justiz (1862) bis zur Pensionierung 1879 (gleichzeitig Umbenennung in Amtsgericht) der vor allem als Heimatforscher hervor getretene Ludwig Wilhelm Fischer.